# Mattia Pozzo
Mattia Pozzo, né le 26 janvier 1989 à Biella, est un coureur cycliste italien.

## Biographie

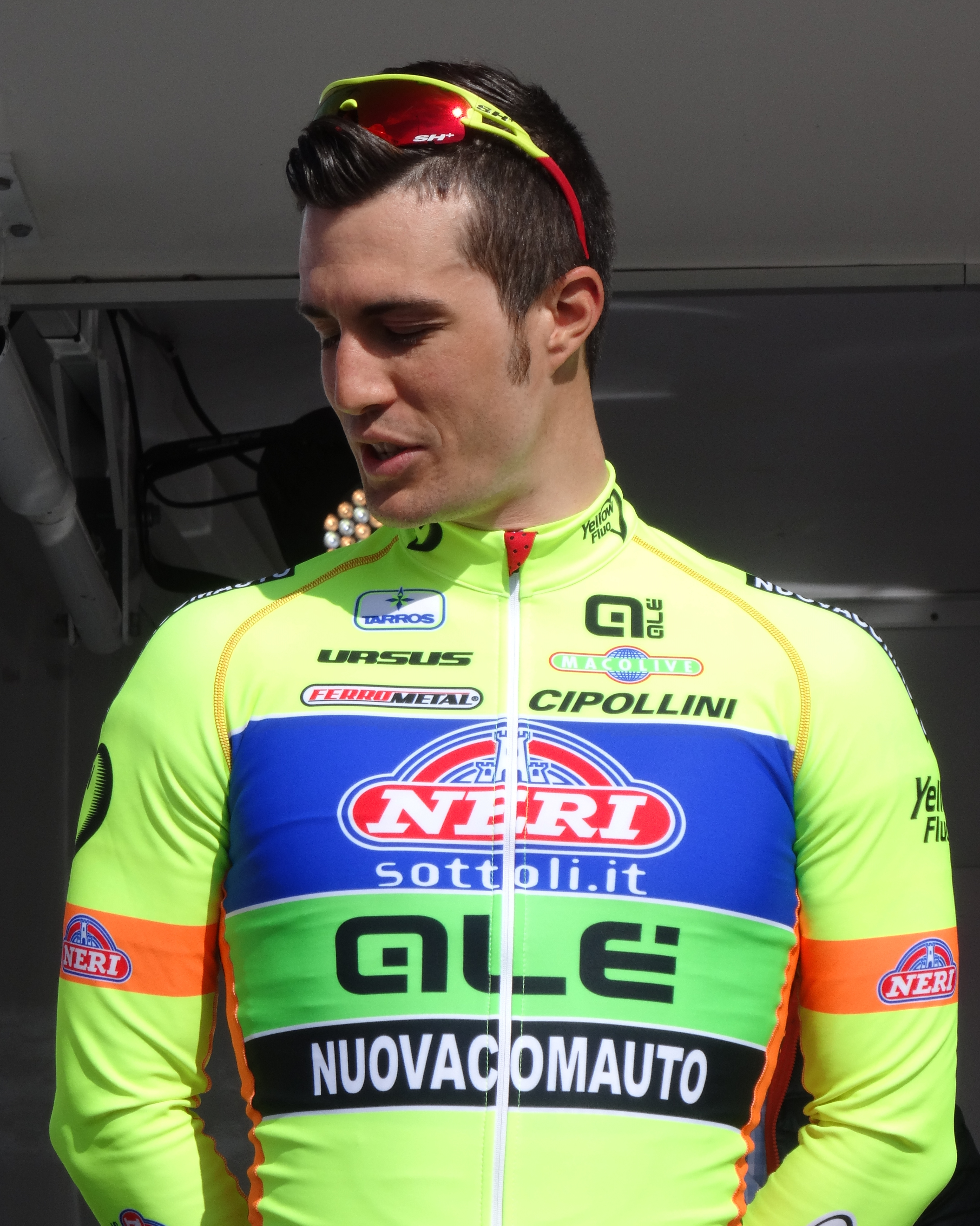
Mattia Pozzo lors du Grand Prix de Denain 2014.

Mattia Pozzo naît le 26 janvier 1989 à Biella en Italie.

## Palmarès et résultats

### Palmarès par année
- 2007
  - Coppa Valle Grana
- 2008
  - 3e étape du Tour de la Vallée d'Aoste
- 2009

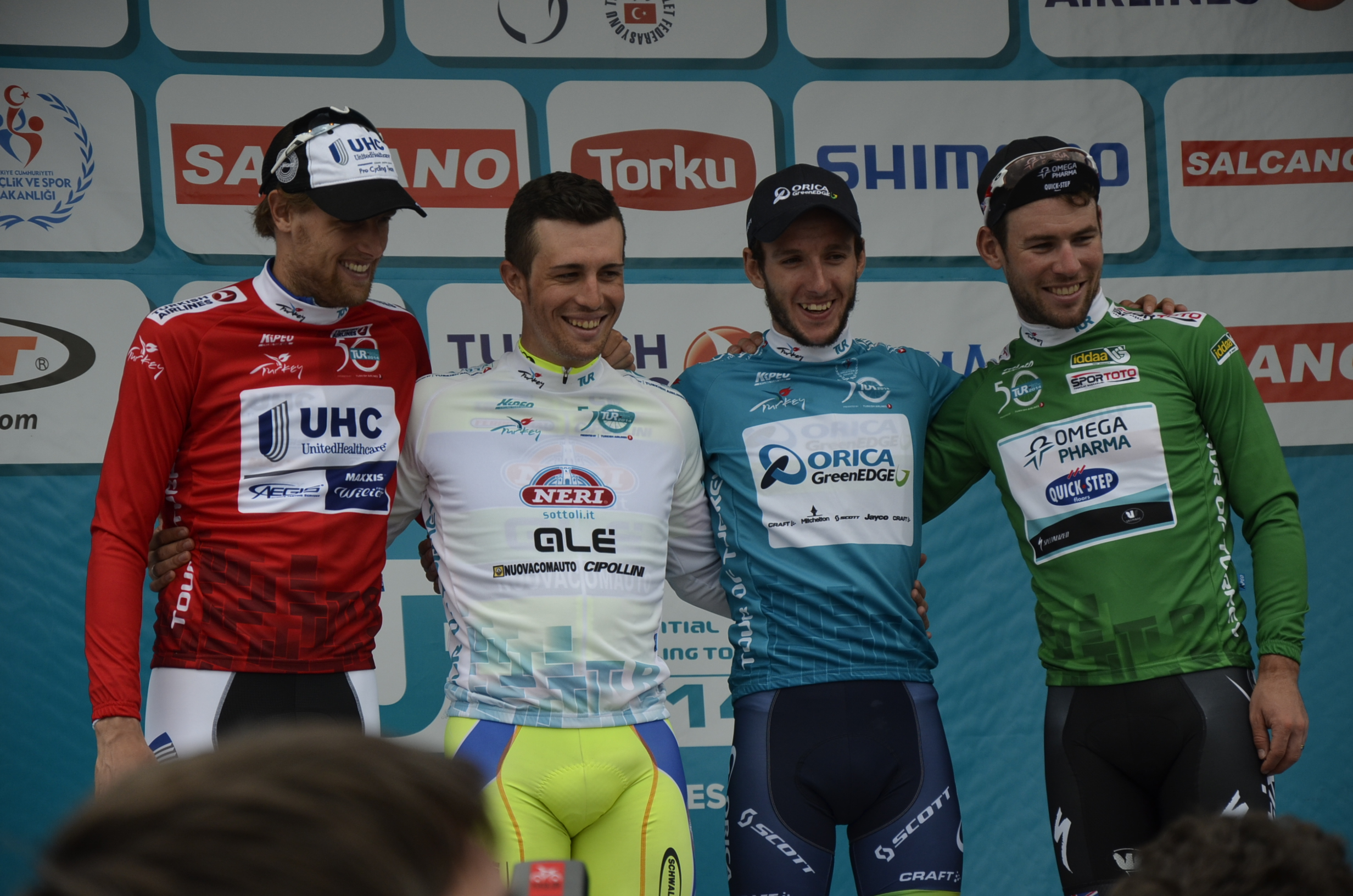
Mattia Pozzo, vainqueur du classement des Turkish Beauties, lors du Tour de Turquie 2014.

  - 5e étape du Giro delle Valli Cuneesi
- 2011
  - Trophée Edil C
  - Gran Premio Inda
- 2012
  - Piccola Coppa Agostoni
  - Grand Prix Santa Rita
  - Trofeo Lindo e Sano
  - Coppa Giuseppe Romita
  - 9e étape du Girobio
  - Coppa Quagliotti
  - 2e de la Coppa Colli Briantei Internazionale
  - 3e de la Coppa Caduti Nervianesi
- 2013
  - Prologue et 3e étape du Tour de Kumano

### Classements mondiaux
| Année           | 2008 | 2009 | 2010 | 2011 | 2012 | 2013   |
| --------------- | ---- | ---- | ---- | ---- | ---- | ------ |
| UCI Africa Tour |      |      |      |      |      | 103e   |
| UCI Europe Tour | 974e |      |      | 396e | 775e | 1 073e |